# Lina Waterfield
Lina Waterfield, nata Caroline Lucie Duff Gordon (Saint-Germain-en-Laye, 16 agosto 1874 – Sandwich, 27 novembre 1964), è stata una giornalista e scrittrice britannica.
Fu corrispondente dall'Italia per The Observer e del Sunday Times e fu tra le fondatrici del British Institute of Florence.

## Biografia
Caroline Lucie Duff Gordon detta Lina nacque nel 1874 a Saint-Germain-en-Laye, vicino a Parigi in Francia. Divenne alla morte della madre nel 1889 la pupilla della zia Janet Ross nata Duff Gordon (1842-1927) che visse a Poggio Gherardo (Fiesole). Lina Waterfield fu tra i fondatori del British Institute of Florence nel 1917, istituzione verso la quale mantenne sempre un vivo interesse.
Nel corso della prima guerra mondiale i socialisti italiani diffusero della propaganda anglofoba, che Lina Waterfield cercò di contrastare. Nel 1916 fondò un centro culturale inglese in forma di biblioteca a Firenze; con l'assistenza di John Buchan, all'epoca un leader attivista a Londra, questo divenne il British Institute of Florence, la prima istituzione di questo tipo, ufficialmente inaugurata dall'ambasciatore britannico nel 1918; per questo Lina fu in seguito insignita dell'Ordine dell'Impero Britannico.
Divenne la corrispondente per l'Italia per il periodico britannico The Observer nel 1921. Intervistò Mussolini numerose volte prima e dopo la sua salita al potere e nei suoi resoconti descrisse in modo netto la brutalità fascista. J. L. Garvin, il direttore dell'Observer, infine la licenziò nel 1935 in forza del suo antifascismo (ritenendo che il Regno Unito dovesse mantenere una relazione neutrale con l'Italia per prevenire la sua alleanza con la Germania hitleriana).
Con il marito Aubrey Waterfield (m. 1944), pittore, visse, dopo averla restaurata, nella Fortezza della Brunella ad Aulla in Lunigiana; gestirono una scuola a Poggio Gherardo, lasciando l'Italia solo nel 1940.
Lina Waterfield pubblicò vari libri di viaggio, storia e arte. Suo marito collaborò al The Manchester Guardian negli anni venti. Rimasta vedova, dopo la fine della guerra Lina tornò ad Aulla e Poggio, su invito di Ian Fleming a fare da corrispondente per il Sunday Times.  Visse in Italia fino agli anni cinquanta, continuando a lavorare per i giornali editi da Kemsley. Morì a Sandwich nel Kent nel 1964. Dal suo matrimonio con Waterfield ebbe tre figli, il giornalista Gordon Waterfield (1903–1987), John (1909–1942) e la scrittrice Kinta Beevor (Carinthia Jane Waterfield, 22 dicembre 1911 - 29 agosto 1995).

## Opere
(parziale)
- The story of Perugia (con Margaret Symonds), illustrazioni di M. Helen James, London, 1901.
- The story of Assisi, illustrazioni di Nelly Erichsen e M. Helen James, London, 1901,
- Rome and its story (con St Clair Baddeley), illustrazioni di Aubrey Waterfield, London, 1904,
- Concise and practical guide to Rome, London, 1911.
- Florence. A short guide to the art treasure of Florence, Firenze, 1950.
- Castle in Italy. An autobiography, London, 1962.
- Vita familiare in Italia. Lettere dagli Appennini, traduzione di Monica Gabrielli, introduzione di Giuliano Adorni, Istituto Valorizzazione Castelli di Massa Carrara, 2004.

## Archivio
Il Fondo Lina Waterfield (Waterfield collection – Lina Waterfield papers), conservato presso il British Institute of Florence, Archive and Special Collections, contiene documentazione dal 1891 al 1961. Le carte sono state donate dal 2001 al 2005 alla British Institute of Florence da Anthony, Hugh e Nigel Beevor, figli di Carinthia (Kinta) Beevor, figlia di Lina Waterfield che era nipote di Janet Ross.

## Ascendenza
|                                                |                      |                      | Genitori                       |  |  | Nonni |  |  | Bisnonni                          |  |  | Trisnonni                        |  |
|                                                |                      |                      |                                |  |  |       |  |  | William Duff-Gordon, II baronetto |  |  | Alexander Gordon, lord Rockville |  |
|                                                |                      |                      |                                |  |  |       |  |  | William Duff-Gordon, II baronetto |  |  | Alexander Gordon, lord Rockville |  |
|                                                |                      | Anne Duff            |                                |  |  |       |  |  | William Duff-Gordon, II baronetto |  |  |                                  |  |
| Alexander Cornewall Duff-Gordon, III baronetto |                      |                      |                                |  |  |       |  |  | William Duff-Gordon, II baronetto |  |  |                                  |  |
|                                                |                      | Caroline Cornewall   | George Cornewall, II baronetto |  |  |       |  |  |                                   |  |  |                                  |  |
|                                                |                      | Caroline Cornewall   | George Cornewall, II baronetto |  |  |       |  |  |                                   |  |  |                                  |  |
|                                                |                      | Caroline Cornewall   | Catherine Cornewall            |  |  |       |  |  |                                   |  |  |                                  |  |
| Maurice Duff-Gordon, IV baronetto              |                      | Caroline Cornewall   |                                |  |  |       |  |  |                                   |  |  |                                  |  |
|                                                |                      | John Austin          | Jonathan Austin                |  |  |       |  |  |                                   |  |  |                                  |  |
|                                                |                      | John Austin          | Jonathan Austin                |  |  |       |  |  |                                   |  |  |                                  |  |
|                                                |                      | John Austin          | Ann Redhouse                   |  |  |       |  |  |                                   |  |  |                                  |  |
| Lucie Austin                                   |                      | John Austin          |                                |  |  |       |  |  |                                   |  |  |                                  |  |
|                                                |                      | Sarah Taylor         | John Taylor                    |  |  |       |  |  |                                   |  |  |                                  |  |
|                                                |                      | Sarah Taylor         | John Taylor                    |  |  |       |  |  |                                   |  |  |                                  |  |
|                                                |                      | Sarah Taylor         | Susanna Cook                   |  |  |       |  |  |                                   |  |  |                                  |  |
| Caroline Lucie Duff-Gordon                     |                      | Sarah Taylor         |                                |  |  |       |  |  |                                   |  |  |                                  |  |
|                                                | Christopher Waterton | Charles Waterton     |                                |  |  |       |  |  |                                   |  |  |                                  |  |
|                                                | Christopher Waterton | Charles Waterton     |                                |  |  |       |  |  |                                   |  |  |                                  |  |
|                                                | Christopher Waterton | Mary Cresacre More   |                                |  |  |       |  |  |                                   |  |  |                                  |  |
| Henry Waterton                                 | Christopher Waterton |                      |                                |  |  |       |  |  |                                   |  |  |                                  |  |
|                                                |                      | Anne Waddell         | …                              |  |  |       |  |  |                                   |  |  |                                  |  |
|                                                |                      | Anne Waddell         | …                              |  |  |       |  |  |                                   |  |  |                                  |  |
|                                                |                      | Anne Waddell         | …                              |  |  |       |  |  |                                   |  |  |                                  |  |
| Frances Waterton                               |                      | Anne Waddell         |                                |  |  |       |  |  |                                   |  |  |                                  |  |
|                                                |                      | William Wallace Ogle | Ogle Wallis                    |  |  |       |  |  |                                   |  |  |                                  |  |
|                                                |                      | William Wallace Ogle | Ogle Wallis                    |  |  |       |  |  |                                   |  |  |                                  |  |
|                                                |                      | William Wallace Ogle | …                              |  |  |       |  |  |                                   |  |  |                                  |  |
| Isabella Ogle                                  |                      | William Wallace Ogle |                                |  |  |       |  |  |                                   |  |  |                                  |  |
|                                                |                      | …                    | …                              |  |  |       |  |  |                                   |  |  |                                  |  |
|                                                |                      | …                    | …                              |  |  |       |  |  |                                   |  |  |                                  |  |
|                                                |                      | …                    | …                              |  |  |       |  |  |                                   |  |  |                                  |  |
|                                                |                      | …                    |                                |  |  |       |  |  |                                   |  |  |                                  |  |